# Projet Habakkuk

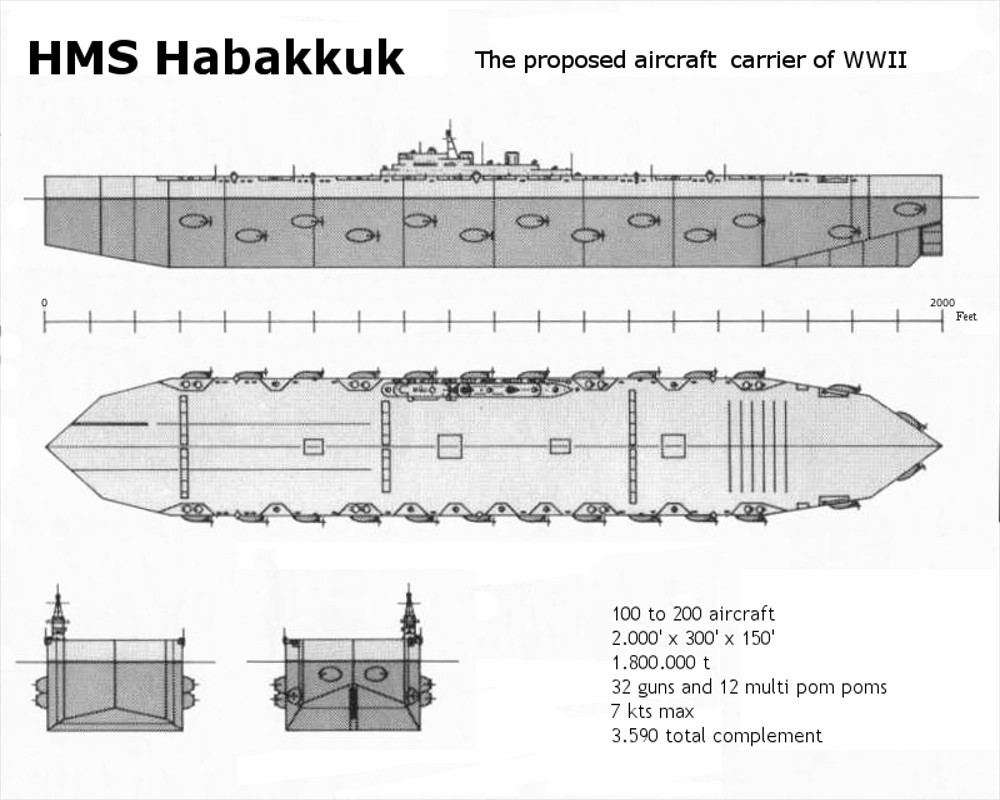
Plan trois vues et caractéristiques du projet Habakkuk.

Le projet Habakkuk ou Habbakuk est un projet britannique pendant la Seconde Guerre mondiale de construction d'un porte-avions géant en pykrete, un mélange de pâte de bois et de glace. Ce navire devait être utilisé durant la bataille de l'Atlantique, pour lutter contre les U-boote allemands au milieu de l'océan Atlantique, zone alors la plus menaçante pour les convois maritimes alliés car hors de portée des avions basés à terre. Resté au stade d'étude, le projet fut abandonné en décembre 1943.

## Histoire

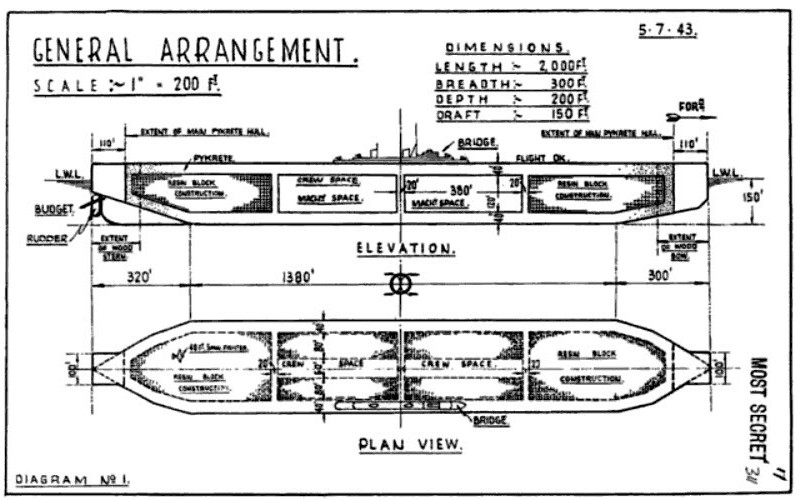
Arrangement général proposé en juillet 1943.

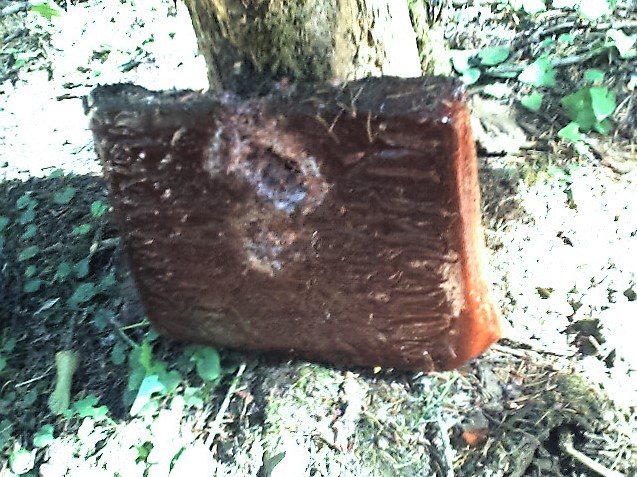
Un bloc de pykrete.

Le Habakkuk fut proposé en décembre 1942 au Premier ministre britannique Winston Churchill par l'amiral Lord Mountbatten, chef du département des Opérations combinées, et l'inventeur Geoffrey Pyke qui y travaillait. Ce navire devait mesurer 610 m de long, 100 m de large, avec des flancs de 12 m d'épaisseur, et un creux de 61 m entre le pont et la quille. Son tirant d'eau aurait été de 46 m, et son déplacement de 1 814 300 tonnes. Il aurait été construit au Canada à partir de 280 000 blocs de glace. À titre de comparaison les plus gros porte-avions de l'époque, les porte-avions américains de la classe Essex déplaçaient 31 750 tonnes. 
Si l'idée venait d'un inventeur de l'Amirauté, c'est la Montreal Engineering Company Ltd. (aujourd'hui AMEC) qui prit en charge le projet, à la demande de Churchill, en 1943. L'idée d'origine était de découper d'énormes morceaux de glace de la banquise arctique, de les remorquer jusqu'au milieu de l'Atlantique, et de les utiliser comme pistes flottantes pour les avions — un iceberg transformé en porte-avions. On réalisa que ce projet n'était pas faisable, et les recherches se tournèrent vers la construction d'un navire plus conventionnel, mais construit en glace. Cette idée fut rejetée la même année.
On envisagea alors de prendre comme matériau de construction un mélange de glace et de pâte de bois appelée pykrete, contraction de Pyke (Georges Pyke est celui qui avait proposé l'idée du projet Habakkuk même si le matériau fut inventé par d'autres) et de concrete (béton en anglais). Le tirant d'eau profond du navire lui interdirait d'entrer dans la plupart des ports. Le navire serait doté d'un système de réfrigération pour l'empêcher de fondre. Il aurait une mobilité très restreinte et sa vitesse maximale était estimée à 10 nœuds (environ 18 km/h), avec 26 moteurs électriques placés dans des nacelles extérieures individuelles ; les mettre à l'intérieur aurait généré trop de chaleur pour un navire en glace. Son armement aurait inclus 40 tourelles de 2 canons de 4,5 pouces DP (défense antiaérienne et anti-navire) et plusieurs canons antiaériens. Il aurait eu une piste d'atterrissage/décollage et une capacité de 150 bombardiers et chasseurs bimoteurs.
Le Habakkuk était conçu comme insubmersible étant donné son matériau de construction ; il aurait été effectivement un iceberg ou une île flottante très résistante aux attaques de par sa taille et sa masse.
Lord Mountbatten apporta un bloc de pykrete à la conférence de Québec d'août 1943 pour démontrer son potentiel aux amiraux et généraux qui accompagnaient Churchill et Roosevelt. Mountbatten entra dans la salle avec deux blocs, un de glace et un autre de pykrete, et les mit par terre. Il sortit son pistolet et tira sur le premier ; il se brisa. Il tira ensuite sur le bloc de pykrete : la balle rebondit, frôlant la jambe de l'amiral Ernest King et termina son trajet dans le mur. L'amiral fut très impressionné par cette présentation peu orthodoxe.
Des expériences sur la glace et le pykrete eurent lieu au lac Louise en Alberta, et un petit prototype fut construit au lac Patricia, dans la même province. Il mesurait 18 x 9 mètres et pesait environ 910 tonnes. Un moteur de 1 ch l'empêchait de fondre. On travailla sur le projet pendant l'année 1943, mais de sérieux doutes étaient déjà soulevés en octobre. Sa construction aurait coûté environ 70 millions de dollars et aurait occupé 8 000 personnes ; c'était trop pour les Britanniques, réticents à dépenser autant pour un navire expérimental. De plus fin 1943, les Alliés étaient en train de remporter la bataille de l'Atlantique. Les avions de longue portée commencèrent à couvrir la majorité de l'océan, les radars de détection des sous-marins étaient plus performants ainsi que la protection des convois. Le projet fut définitivement abandonné en décembre 1943. Le prototype du lac Patricia prit trois étés à fondre complètement. L'usage de glace était abandonné. 
Il y eut d'autres idées pour des « îles flottantes », comme le Projet Tentacle qui consistait à souder ensemble des liberty ships et des porte-avions.

## Le nom et son orthographe

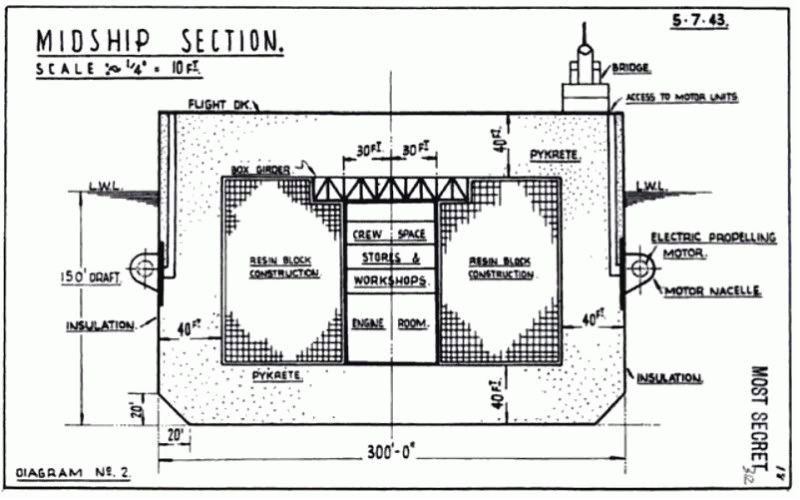
Plan en coupe.

Le nom de code du projet semble avoir été (mal) orthographié Habbakuk par l'Amirauté dans les documents d'époque. Ceci est peut-être à l'origine une erreur de la part de Pyke, parce qu'il l'orthographie ainsi dans au moins un des premiers documents. La bonne orthographe apparait dans des documents d'après-guerre écrits par d'autres personnes du projet, dont Perutz et Goodeve.
Le nom lui-même est un nom biblique, faisant référence au prophète Habacuc (Habakkuk en anglais) auteur du livre de Habacuc. Si la raison du choix de ce nom reste incertain, il fait peut-être allusion au but ambitieux du projet. On peut ainsi lire dans le livre d'Habacuc : « ...be utterly amazed, for I am going to do something in your days that you would not believe, even if you were told. » (Habacuc 1:5) (...soyez stupéfaits, car je vais faire en vos jours une œuvre que vous ne croirez pas, si elle vous est racontée.) 
David Lampe écrit dans son livre Pyke, the Unknown Genius que le nom vient du Candide de Voltaire et a été mal orthographié par la secrétaire de Pyke, et que la référence à la Bible doit venir de l'après-guerre, quand des journalistes informés du projet relièrent le nom à celui du livre biblique. Cependant ce nom ne figure pas dans Candide.

## Critiques
Le projet Habakkuk fut critiqué notamment par Sir Charles F. Goodeve (en), impliqué dans la recherche et le développement au sein de l'Amirauté pendant la guerre. Dans un article publié après la guerre, il note que la quantité de pâte de bois nécessaire pour la construction du Habakkuk aurait sérieusement miné la production de papier. Il prétend que chaque navire aurait eu besoin d'environ 36 000 tonnes de liège pour l'isolation, des milliers de kilomètres de tubes d'acier pour la circulation d'air, et quatre centrales électriques, et que même avec toutes ces ressources (mieux utilisées sur des navires conventionnels), le Habakkuk n'aurait fait au mieux que six nœuds. Une grande partie de son article est réservée à des commentaires très critiques sur les propriétés de la glace comme matériau de construction pour navires.

## Culture populaire
Le navire est mentionné dans des livres de fiction du genre histoire alternative, par exemple dans Naval Ops: Warship Gunner et Naval Ops: Commander and Warship Gunner 2.
Un projet similaire apparaît dans la série Darkness de Harry Turtledove. C'est une base flottante pour les dragons, l'analogie fantastique pour les avions de notre monde.
Le projet est cité dans "Assault on the Mountains of Madness", une campagne pour le jeu de rôles "Achtung Cthulhu".
Dans l'album Le Magot des Dalton de Morris et Vicq, l'un des personnages, un armurier qui rachète une étrange voiture à soupe pour détenus, se nomme Habakkuk.
Le jeu vidéo de combat naval World of Warships annonce l'introduction, le 30 mars 2021, de l'Habakkuk comme un porte-avions britannique de niveau X (le plus haut niveau du jeu). Cependant, il s'agissait d'un poisson d'avril de la part des développeurs.
Le jeu vidéo de stratégie Hearth of Iron IV permet, depuis la sortie du DLC Götterdämmerung, de rechercher ce navire sous le nom de projet spécial Habakkuk.